# 두 얼굴의 여친
두 얼굴의 여친은 2007년에 공개된 대한민국의 영화이다.

## 배역
- 봉태규 : 구창 역
- 정려원 : 아니/하니/유리 역
- 이혜은 : 구창 누나 영선 역
- 신은정 : 상희 역 - 유리 언니
- 김정국 : 일산 역
- 김경래 : 준구 역
- 장지웅 : 제동 역
- 김사희 : 시후 여친 역
- 이수나 : 떡 아줌마 역
- 조달환 : 양아치 A 역
- 고동업 : 남극대장 역
- 지민 : 남극대원 역
- 고태호 : 구창 조카 동구 역
- 최성웅 : 술집 주인 역
- 이상혁 : 경찰 역
- 임형국 : 구창 직장 선배 역
- 이영아 : 미녀 역 (특별출연)
- 김혜옥 : 구창 엄마 역 (특별출연)
- 김인권 : 종윤 역 - 구창 선배 (특별출연)
- 진태현 : 시후 역 (특별출연)

## 수상
- 2007년 제28회 청룡영화상
  - 신인여우상 - 정려원